# Henrik Berggren (musiker)
Henrik Daniel Berggren, född 11 november 1974 i Västra Frölunda församling i Göteborg, är en svensk musiker. Han är känd som sångare och låtskrivare i den sedan 2008 nedlagda indiepopgruppen Broder Daniel. 

## Biografi
Berggren växte upp i Västra Frölunda i södra Göteborg. År 1989 bildade Henrik Berggren och Daniel Gilbert gruppen Broder Daniel då de gick i högstadiet på Göteborgs högre samskola. Gruppen slog igenom 1995 med debutalbumet Saturday Night Engine och singeln "Luke Skywalker", och gruppen verkade fram till 2008.

### Solokarriär
Berggren har fortsatt skriva musik efter att Broder Daniel lades ner 2008, och har därefter varit verksam som soloartist.
2006 genomförde Berggren ett akustiskt framträdande utan Broder Daniel. Ett antal gånger under våren/sommaren 2008 nämnde Berggren att han skrivit musik sedan han slutade turnera 2006, och att det fanns material till ett album. Han gjorde även solospelningar, år 2010 i bland annat Jokkmokk, Norrköping och på baren Park Lane i Göteborg.
I december 2012 gjorde han en solospelning på Klubb Din Mamma i Linköping där han även presenterade en ny låt om den tidigare Broder Daniel-medlemmen Anders Göthberg.
Björn Olsson, som skrivit många av Håkan Hellströms låtar, var delaktig i Henrik Berggrens soloskiva, som var i princip färdiginspelad maj 2016. Flera tidigare Broder Daniel-medlemmar medverkar också på skivan, som Theodor Jensen på bas och Lars "Poplars" Malmros på trummor. Soundet ska enligt Olsson vara mycket Broder Daniel, men mindre av det där "manglandet med gitarrerna". Charlie Storm är även han producent på albumet. Den 2 mars 2017 släpptes låten "To My Brother, Johnny", Berggrens första singel till det kommande debutalbumet. Den är producerad i Cloudchamber, Charlie Storms egen studio, och är släppt under skivbolaget Woah Dad!. Henrik Berggrens debutalbum vid namn Wolf's Heart släpptes den 5 maj 2017. 
I samband med albumsläppet åkte Berggren på en turné med sex spelningar under sommaren, under hösten följde sedan en nio datum lång turné med start i Göteborg och avslut i Stockholm. På båda dessa turnéer backades Henrik upp av Nino Keller (trummor, Caesars mfl), Theodor Jensen (gitarr, Broder Daniel/The Plan mfl), Joel Alme (bas, Hästpojken mfl), Mattias Bärjed (gitarr, The Soundtrack of Our Lives mfl) och Henning Fürst (synth, The Tough Alliance).